# Saying Grace
Saying Grace er et oliemaleri malt i 1951 af den amerikanske maler og illustrator Norman Rockwell. Maleriet måler 110 cm x 100 cm. Maleriet optrådte den 24. november 1951 på forsiden af det amerikanske magasin The Saturday Evening Post i dettes udgave i anledning af Thanksgiving. Rockwell modtog $3,500 for billedet, hvilket i dagens priser svarer til ca. 31.500$.
Maleriet forestiller en ældre kvinde og en ung dreng, der beder bordbøn på en fyldt diner, mens parret observeres af to unge mænd ved bordet. Rockwells inspiration for Saving Grace stammede fra en læser af Saturday Evening Post, der havde set en mennont-familie bede i en restaurant. Rockwell brugte sin søn Jarvis som en af modellerne for maleriet. Elizabeth Goldberg, direktør ved American Art i Sotheby's har udtalt, at Rockwell i sine forberedelser for Saying Grace besøgte cafeteriaer og dinere i New York og Philadelphia for at få omgivelserne helt rigtige og at billedet var så livagtigt, at folk genkendte dineren selvom den ikke eksisterede i virkeligheden. Rockwell arbejdede ofte på den måde, at han skabte en situation ved brug af modeller (ofte familie, venner og naboer), som han herefter tog hundreder af fotos af. Herefter skabte Rockwell skitser med kul, herefter med oliemaling og til sidst malede han det endelige billede. I forberedelserne af Saying Grace havde Rockwell taget bord og stole fra en diner på Times Square og tog fotos til brug for maleriet.
Læserne af  The Saturday Evening Post har i en afstemning valgt Saying Grace som den bedste forside i 1955.
Saying Grace var i en længere periode været udlånt til Norman Rockwell Museum, inden maleriet blev solgt i 2013.

## Salg i 2013
Saying Grace blev i december 2013 solgt for 46 millioner $ (inklusive salgsomkostninger mv.) på Sotheby's, hvilket var det højeste beløb, der indtil da var betalt for et maleri af en amerikansk kunstner. Køberen af maleriet er ikke trådt frem, og det vides således ikke i dag, hvem der er ejer af maleriet.  Rekorden for det dyreste maleri blev dog senere overgået, da Jean-Michel Basquiats maleri af et kranium i 2017 blev solgt for 110,5 millioner $.
Saying Grace havde tidligere været ejet af Kenneth J. Stuart, art director på The Saturday Evening Post, som Rockwell i årene 1916-1963 havde været tilknyttet. Efter Stuarts død var maleriet gået i arv til Stuarts tre sønner, der dog ikke havde mulighed for at betale forsikringspræmie for maleriet, hvorfor arvingerne efter indbyrdes splittelse valgte at sælge maleriet.

## Eksterne links
- Saying Grace på WikiPaintings